# Eugène Damaré
Eugène Pierre Damaré, né le 5 décembre 1840 à Bayonne et mort le 15 août 1919 à Courbevoie, est un flûtiste, chef d'orchestre et compositeur
français. 

## Biographie
Élève de Léo Delibes au Conservatoire de Paris, il entre comme flûtiste dans l'orchestre Lamoureux et rédige une méthode pour flûte avec une annexe pour le piccolo.
Célèbre dans les orchestres populaires de son temps, il joue ses compositions enjouées tel Le Merle Blanc, dans le monde entier, ainsi qu'en France sur les nombreux kiosques à musique et les casinos des villes d’eaux. À Paris, il devient chef d’orchestre des fêtes de l’Hôtel de ville. 
On lui doit près de 220 compositions, dont 40 pour piccolos, qui comprennent des musiques de chansons, des pièces de musique classique pour piano et flûte, des danses et, entre autres, de la musique de scène. 

## Quelques œuvres
- Fantaisie sur Yedda, opus 103
- Feux Follets – Rondo Fantaisie, opus 378
- Le Bouquet de Roses, opus 408
- Les amours d'un rossignol, opus 160
- 1876 : Un Nez entre deux côtelettes, opérette en 1 acte, de Lucien Gothi et Albert de Bausset, Folies-Bergère (16 décembre)
- 1883 : Fifrelinette, polka (pour orchestre avec solos de flûte ou flageolet), op. 98
- 1894 : L'alouette, polka solo pour flûte ou flageolet, op. 172
- 1897 : Fleurs et papillons, polka rondeau pour orchestre avec solos de flûte ou flageolet, op. 211